# Agapetus dayi
Agapetus dayi är en nattsländeart som beskrevs av Ross 1956. Agapetus dayi ingår i släktet Agapetus och familjen stenhusnattsländor. Inga underarter finns listade i Catalogue of Life.